# Gåden om Odin
Gåden om Odin er en dansk dokumentarserie på DR med vært Cecilie Nielsen fra 2023. I serien undersøger Cecilie Nielsen ved hjælp af arkæologiske og historiske fund, om det virkelig er Jesus på Jellingstenene, eller om det kan være Odin. Dokumentarserien indeholder 6 afsnit.